# Cau de la Bardissa

El Cau de la Bardissa, respecte del terme de Castellcir

El Cau de la Bardissa és un paratge del terme municipal de Castellcir, a la comarca del Moianès.
És al nord del sector central del terme de Castellcir, al costat de migdia de les restes de la Tuna, pràcticament a la llera del torrent de Sauva Negra. És un lloc on s'amaguen guilles i teixons.